# Крепи (Ен)
Крепи (фр. Crépy) насеље је и општина у североисточној Француској у региону Пикардија, у департману Ен (Пикардија) која припада префектури Лаон.
По подацима из 2011. године у општини је живело 1921 становника, а густина насељености је износила 69,35 становника/km². Општина се простире на површини од 27,7 km². Налази се на средњој надморској висини од 79 метара (максималној 183 m, а минималној 63 m).

## Демографија
| 1962. | 1968. | 1975. | 1982. | 1990. | 1999. | 2011. |
| ----- | ----- | ----- | ----- | ----- | ----- | ----- |
| 1.501 | 1.534 | 1.441 | 1.543 | 1.574 | 1.710 | 1.921 |

График промене броја становника у току последњих година